# Trésor de Klimova
Pour les articles homonymes, voir Klimova.
 (janvier 2021).

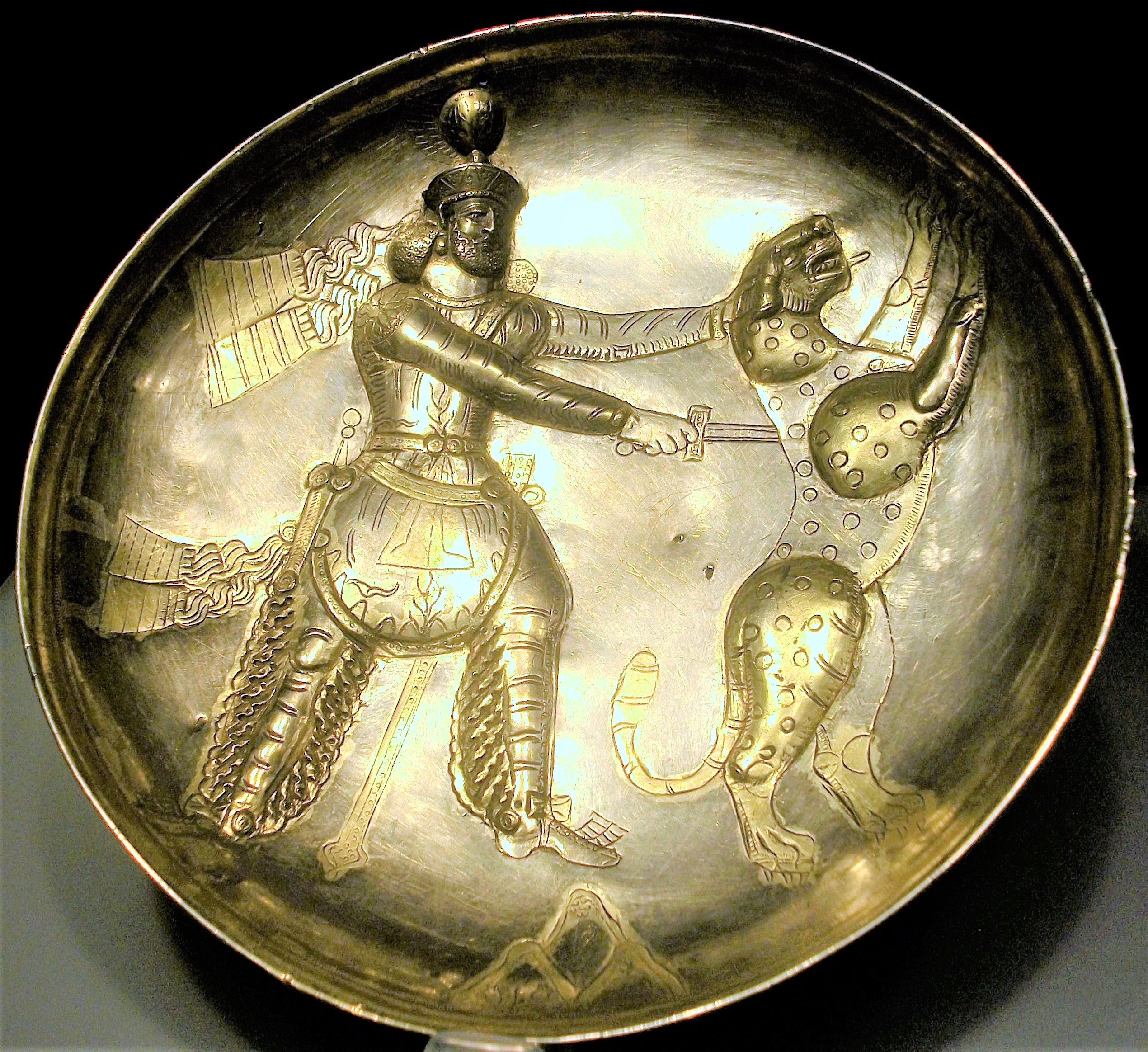
Le « plat de Klimova », représentant le monarque sassanide Chapour III tuant un léopard.

Le trésor de Klimova est un trésor d'argent d'origine romano-byzantine et sassanide, découvert en 1907 près du village de Klimova, dans le gouvernement de Perm de l'Empire russe (aujourd'hui situé dans le kraï de Perm, en Russie centrale). Selon The Oxford Dictionary of Late Antiquity, le trésor est composé d'un plat portant l'image d'un chevrier avec des timbres en argent de l'empereur Justinien Ier (règne de 527 à 565) ; deux plats en argent datant du VIIe siècle avec des croix ; trois plats sassanides, dont un portant l'image du roi des rois Chapour III (règne de 383 à 388) tuant un léopard ; et un autre représentant une tigresse sous un arbre. Le trésor comprend également un seau. Les objets sont conservés au musée de l'Ermitage à Saint-Pétersbourg. Le trésor de Klimova est l'un des nombreux trésors d'argenterie d'origine romano-byzantine et sassanide découverts à Perm, qui, dans leur ensemble, sont connus sous le nom de « trésors de Perm ».